# Meraf Bahta
Meraf Bahta Ogbagaber, född 24 juni 1989 i Dekishahay, Eritrea (då en del av Etiopien), är en svensk-eritreansk friidrottare. Hon har specialiserat sig på medel- och långdistans, där hon bland annat vunnit SM-guld på 5 000 meter och stafett 3 × 1 500 meter. I december 2013 blev hon svensk medborgare och tävlar numera för Sverige i internationella mästerskap. I EM 2014 i Zürich nådde Bahta sin dittills största framgång genom att ta guld på 5 000 meter.

## Karriär
Meraf Bahta tävlade som junior för Eritrea och hade framgångar i IAAF:s JVM i terrängmästerskap med en tolfteplats 2006 och sjätteplats 2007. 2006 tävlade hon även vid JVM i friidrott och slutade då femma på 1 500 meter.
2008 flydde hon undan oroligheterna i Eritrea till Sverige och är nu bosatt i Kode vid Kungälv. I Sverige har hon fortsatt sin friidrottskarriär och tävlar för Hälle IF, tränad av Mustafa Mohameds tränare Ulf Friberg och Hälle IF:s Ulf Björklund.
År 2013 förbättrade hon under en tävling i Belgien sitt personliga rekord på 1 500 meter till 4.05,11, vilket var under A-kvalgränsen till VM i Moskva 2013. Men på grund av att hon saknade svenskt medborgarskap och att hennes ansökan avslogs av Migrationsverket fick hon inte tävla för Sverige i VM. Hon kunde fortfarande tävla för Eritrea, men det tackade hon nej till.
I december 2013 beviljades Meraf Bahta svenskt medborgarskap vilket innebar att hon sedan dess tävlar för Sverige.
Meraf Bahta tog EM-guld på 5 000 meter i Zürich 2014. 2014 vann hon även Tjejmilen. Under året förbättrade hon en rad personliga rekord och satte även svenskt rekord på 5 000 meter. I mitten på september deltog Bahta i 2014 års upplaga av Kontinentalcupen som hölls i Marrakech där hon sprang 3 000 meter och kom tvåa i loppet efter etiopiskan Genzebe Dibaba, på tiden 8:58,48.
Hon belönades år 2015 med Stora grabbars och tjejers märke nummer 535.
Vid Europamästerskapen i Amsterdam i juli år 2016 deltog Bahta på 5 000 meter och tog hem silvret med tiden 15.20,54. I OS i Rio de Janeiro i augusti kom hon på sjätte plats på 1 500 meter och var därmed Sveriges bäst placerade friidrottare vid dessa spel.
Vid 2017 års världsmästerskap (VM) i London tog hon sig på 1 500 meter vidare till final där hon slutade 9:a.
Meraf Bahta tog brons på 10 000 meter under EM i Berlin 2018, ett pris hon senare förlorade för att hon tävlade under pågående dopningsutredning. 
Den 24 juni 2019 meddelades att hon stängs av för doping. Avstängningsperioden var delvis retroaktiv, och varade 24 maj 2018–31 augusti 2019. Förseelsen var att tre dopingtest under träningsperioden inte kunde genomföras eftersom hon inte var där hon rapporterat att hon skulle vara.  I början av 2019 friades hon från dopningsmisstankarna. De fyra SM-gulden samt svenska rekordet på 10 km slätlöpning som hon tog under perioden ströks dock.
I februari 2022 vid inomhus-SM tog Bahta guld på 3 000 meter på mästerskapsrekordet 8.55,75.

## Utmärkelser
Bahta belönades år 2015 med Stora grabbars och tjejers märke nummer 535.

## Personliga rekord
| Utomhus - 800 meter – 2.04,41 (Stockholm, Sverige 2 september 2017) - 1 500 meter – 4.00,49 (Bryssel, Belgien 1 september 2017) - 1 engelsk mil – 4.25,26 (Oslo, Norge 9 juni 2016) - 3 000 meter – 8.37,50 (Monaco, Monaco 21 juli 2017) 0NR0 - 5 000 meter – 14.49,95 (Rabat, Marocko 22 maj 2016) 0NR0 - 10 000 meter – 31.08,05 (Stockholm, Sverige 4 maj 2021) 0NR0 - 5 km landsväg – 15.04 (Barcelona, Spanien 31 december 2021) 0NR0 - 10 km landsväg – 31.22 (Valencia, Spanien 9 januari 2022) – svenskt rekord | Inomhus - 1 500 meter – 4.04,89 (Toruń, Polen 15 februari 2018) - 3 000 meter – 8.42,46 (Madrid, Spanien 8 februari 2018) |